# Shadreck Biemba
Mzansi Shadrack Biemba (* 4. Januar 1965; † 9. Mai 2010) war ein sambischer Fußballtorhüter und -trainer.

## Sportlicher Werdegang
Biemba spielte ab 1990 für Bloemfontein Celtic in Südafrika, ab 1995 stand er bei AmaZulu Durban zwischen den Pfosten. Mit dem Klub qualifizierte er sich am Ende seiner ersten Spielzeit für die neu gegründete Premier Soccer League. Zu Beginn der 1990er Jahre war er zeitweise Nationaltorhüter der sambischen Nationalmannschaft.
Nach seinem Karriereende war Biemba ab 1997 als Trainer tätig, vornehmlich übernahm er die Aufgaben eines Torwarttrainers. Dabei arbeitete er für Maritzburg United, die Dangerous Darkies, die Black Leopards und zuletzt ab 2006 die Moroka Swallows.
Im Frühjahr 2010 erlag Biemba im Alter von 45 Jahren einer Krebserkrankung. Er hinterließ seine Frau und vier Kinder.